# Cylindromyia westralica
Cylindromyia westralica är en tvåvingeart som beskrevs av Paramonov 1956. Cylindromyia westralica ingår i släktet Cylindromyia och familjen parasitflugor. Inga underarter finns listade i Catalogue of Life.